# Comunità montana dell'Appennino Reggiano
La Comunità montana dell'Appennino Reggiano era composta da 13 comuni dell'appennino reggiano: 
Baiso, Busana, Canossa, Carpineti, Casina, Castelnovo ne' Monti, Collagna, Ligonchio, Ramiseto, Toano, Vetto, Viano, Villa Minozzo.
L'Emilia-Romagna aveva organizzato il proprio territorio montano in 18 Comunità Montane di cui una insiste sulla provincia di Reggio nell'Emilia.